# Kingella kingae
Kingella kingae ist ein gram-negatives, fakultativ anaerobes, β-hämolysierendes Bakterium aus der Familie Neisseriaceae. Es wurde erstmals 1960 von der US-amerikanischen Bakteriologin Elizabeth O. King isoliert, nach der es auch benannt wurde. Kingella kingae gehört zur HACEK-Gruppe und ist Ursache von Infektionserkrankungen wie Septischer Arthritis, Osteomyelitis, Spondylodiszitis, Bakteriämie und Endokarditis.